# Lebanon (météorite)
Pour les articles homonymes, voir Liban et Lebanon.
Lebanon, officiellement Aeolis Palus 002, et Lebanon B, officiellement Aeolis Palus 003, ainsi qu'à très peu de distance de leur situation, Littleton, officiellement Aeolis Palus 001, sont trois météorites trouvées sur Mars par l'astromobile Curiosity en mai 2014. Ces trois météorites, très probablement appairables, présentent toutes les caractéristiques de la famille des météorites de fer.

## Découverte
Curiosity découvre les trois météorites le 25 mai 2014, lors de son 640e jour martien. La NASA annonce la nouvelle le 15 juillet 2014,.

## Caractéristiques
Plusieurs photographies à haute résolution ont été prises avec la caméra MastCam de Curiosity. Les observations réalisées permettent d'estimer que la météorite Lebanon mesurerait environ deux mètres de large et qu'elle serait accompagnée d'un fragment plus petit appelé Lebanon B. Il s'agit des premières météorites trouvées par Curiosity depuis son arrivée sur Mars.
Des météorites avaient déjà été trouvées auparavant par Spirit et Opportunity, mais toutes étaient plus petites que Lebanon.
Selon les analyses, Lebanon et son compagnon seraient des météorites de fer. Bien que n'étant pas rares sur Terre, elles sont quand même moins nombreuses que les météorites pierreuses, mais il semble que sur Mars les météorites trouvées jusqu'à présent (juillet 2014) soient majoritairement riches en fer. Selon les spécialistes, l'explication pourrait être la plus grande résistance des météorites de fer par rapport aux pierreuses face aux processus d'érosion se produisant sur Mars.
Les images fournies par Curiosity montrent également sur la météorite, de nombreuses cavités centimétriques de formes anguleuses à faces planes. D'après un communiqué de la NASA, « une explication possible est qu'elles résulteraient d'une érosion préférentielle au niveau des limites cristallines se trouvant à l'intérieur du métal de la roche » et « une autre possibilité est que ces cavités aient un jour contenu des cristaux d'olivine, qui peuvent être trouvés dans un type rare de météorites riches en fer et en [minéraux silicatés], appelées pallasites, qui [se seraient formées à la limite noyau-manteau] au sein d'un astéroïde différencié ».